# 내셔널 지오그래픽 협회

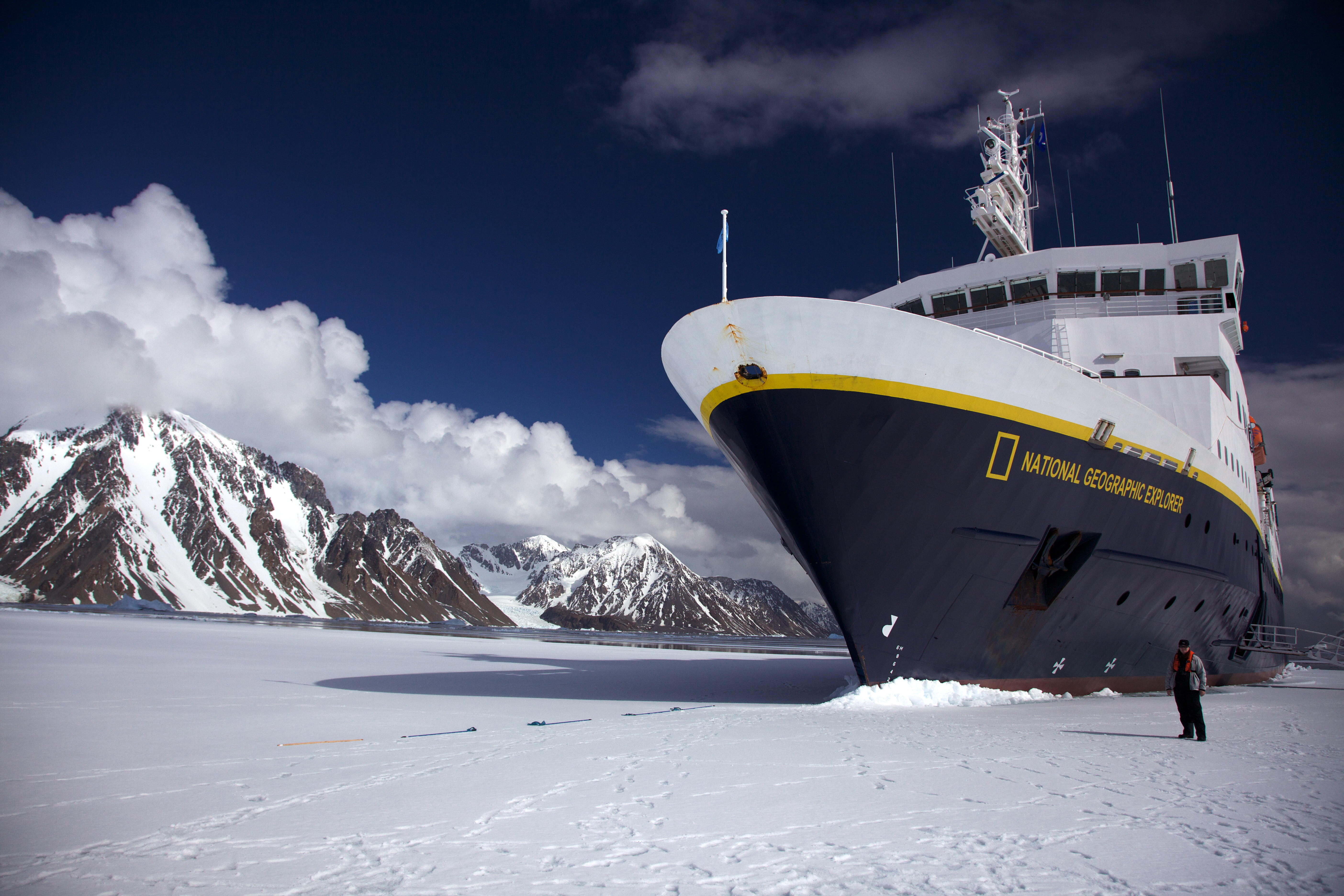
내셔널 지오그래픽 탐험가가 남극 대륙을 방문합니다.

전미 지리 협회 또는 내셔널 지오그래픽 협회(National Geographic Society)는 지리학의 보급을 목표로 한 33명의 멤버가 1888년 1월 27일에 설립한 단체이다. 월간지 《내셔널 지오그래픽》의 제작사로 유명하다.

## 같이 보기
- 미국 지리학 협회
- 왕립지리학회